# Isaac Asimov
Isaac Asimov [ˈaɪzək ˈæzɪˌmɔf] (született Iszaak Judovics Ozimov, oroszul Исаак Юдович Озимов, Petrovicsi, 1920. január 2. – New York, 1992. április 6.) oroszországi zsidó származású amerikai író és biokémikus. Tudományos-fantasztikus és tudománynépszerűsítő művei tették ismertté rendkívül sikeres és kivételesen termékeny írói pályafutása során. Több mint 500 kötetet és nagyjából 90 000 levelet, levelezőlapot írt vagy szerkesztett, művei jelentek meg a Dewey-féle tizedes osztályozás minden főosztályában, kivéve a filozófiát. Asimovot a tudományos-fantasztikus irodalom mesterének ismerik el széles körben. Egyike volt a múlt századi sci-fi három nagy öregjének. A két másik sci-fi klasszikus, akivel együtt Asimov népszerűvé tette a tudományos-fantasztikus irodalmat, Robert A. Heinlein (1907–1988) és Arthur C. Clarke (1917–2008). 
Asimov legismertebb műve az Alapítvány-trilógia, de hasonlóan jelentős a Galaktikus Birodalom-sorozat és a robottörténetek, amelyeket későbbi írásaiban összekapcsolt az Alapítvány-trilógiával.
Asimov a sci-fin kívül krimit és fantasyt is írt. Az Űrvadász-sorozatot Paul French álnév alatt jelentette meg.
Népszerűek olvasmányos stílusban megírt tudományos ismeretterjesztő munkái, illetve tudományos újságírói tevékenységének eredményéből, a több mint 1600 esszéből válogatott esszékötetei. Ilyen ismeretterjesztő művei például a Guide to Science („Útikalauz a tudományhoz”), a három részes Understanding Physics („Értsük meg a fizikát”), az Asimov’s Chronology of Science and Discovery („Asimov kronológiája a tudományról és felfedezésekről”), vagy magyar nyelven A biológia rövid története és a Robbanó napok. Esszékötetei például az Asimov on Science („Asimov a tudományról”), az Asimov on Astronomy („Asimov a csillagászatról”) vagy a magyarul is megjelent A Hold tragédiája.
Régi tagja és alelnöke is volt a Mensának, habár nem mindig szívesen; „intellektuálisan harcias”-ként jellemezte tagtársait. Jobban élvezte, hogy az Amerikai Humanista Szervezet elnöke lehetett. Róla nevezték el az Asimov kisbolygót, az Asimov’s Science Fiction magazint és két különböző Isaac Asimov-díjat is.

## Élete
Asimov 1920. január 2. körül született (ez a hivatalos dátum, pontosan azonban nem ismert) az oroszországi Petrovicsiban, egy, a mai Szmolenszki területen található zsidó faluban, Judah Asimov és Anna Rachel Berman Asimov gyermekeként, molnár mesterséget űző zsidó családba. Isaac csak hároméves volt, amikor emigráltak az Egyesült Államokba. Minthogy szülei csak jiddis nyelven és angolul beszéltek fiukkal, az sohasem tanult meg oroszul. Az ifjú Asimov Brooklynban nevelkedett, ötévesen megtanult olvasni és élete végéig tökéletesen beszélt az angol mellett jiddis nyelven is. Szülei egy kis vegyesbolt tulajdonosai voltak, ahol az egész család dolgozott. Itt sci-fi magazinokat is árultak, így Isaac olvasgatni kezdte azokat. Nagyjából tizenegy éves volt, amikor első történeteit kezdte írogatni, pár évvel később pedig már jó párat eladott ponyvairodalmi folyóiratoknak.
1939-ben diplomázott a Columbia Egyetemen, majd 1948-ban ugyanott biokémiából doktori fokozatot szerzett. Közben a második világháború alatt három évig Philadelphia tengerészeti hajógyárában dolgozott. A háború végével besorozták az amerikai hadseregbe, ahol kilenc hónapot szolgált mielőtt leszerelték. Ezen rövidke hadi karrierje során gépelési tudásának köszönhetően a tizedesi rendfokozatig vitte, és épphogy, de elkerülte az 1946-os Bikini-atolli atombomba-kísérletekben való részvételt.
Miután ledoktorált, a Bostoni Egyetem orvostudományi karának tantestületéhez csatlakozott. 1958-tól kezdve már egyáltalán nem tanított, minden idejét írással töltötte (írói bevétele ekkor már nagyobb volt a tanári fizetésénél). Két éven át harcolt azért, hogy egyetemi docensi státuszát – fizetség és tanítási-kutatási kötelezettség nélkül – megőrizhesse. Sikerült neki, sőt 1979-ben írói tevékenységének elismeréseképpen egyetemi tanárnak nevezték ki. 1965-től gyűjtött személyes iratait a Mugar Memorial könyvtárban tartják, ahol 464 dobozban 71 méternyi polcot foglalnak el.
1942. július 26-án feleségül vette Gertrude Blugermant (1917. május 16., Kanada – 1990. október 17., Boston), s két gyermekük született, David (1951-ben) és Robyn Joan (1955-ben). 1970-ben szétköltöztek, majd 1973-ban elváltak. Asimov még ebben az évben elvette Janet O. Jeppsont.
Asimov klausztrofíliás volt: élvezte a kicsi, zárt helyeket. Önéletrajzának első részében visszaemlékezik egyik gyerekkori álmára, amikor is egy újságos standra vágyott egy New York-i metróállomáson, ahova bezárkózhatott, s hallgathatta a vonatok dübörgését, miközben olvasott.
Félt a repüléstől, egész életében csak kétszer használta ezt a közlekedési módot (egyszer a haditengerészetnél, és egyszer, amikor az oahui hadibázisról tért haza 1946-ban). Csak ritkán utazott messzire, részben mert a repülőtől való félelme gátolta a távmunkában. Ezen fóbia hatott néhány történetére is, úgymint a Wendell Urth krimitörténeteire, és az Elijah Baleyről szóló Robot-sorozatára. Kései éveiben rájött, élvezi a hajókirándulásokat, így néhány alkalommal a hajók „szórakoztató egységének” tagja lett, tudományos beszélgetéseket folytatva az RMS Queen Elizabeth 2-höz hasonló luxushajókon. Asimov meglehetősen szórakoztató, termékeny és keresett szónok volt. Rendkívüli érzéke volt az időzítéshez. Soha nem nézett az órára, de mindig pontosan a megadott ideig beszélt.
Elég ügyetlen volt: soha nem tanult meg úszni vagy biciklizni, bár Bostonba költözése után megtanult autót vezetni. Asimov Laughs Again („Asimov ismét nevet”) című vicckönyvében a bostoni autóforgalmat „a kerekek anarchiája”-ként írja le.
1960-ban magas IQ-ja Asimov előtt megnyitotta a Mensa, a rendkívüli intelligenciájú emberek egyesületének kapuit. A tagságtól hol visszalépett, mert a tagtársakat túl arrogánsnak találta, hol aktív tagként előadásokat tartott Mensa-csoportok előtt.
Kései éveiben széles érdeklődési körébe tartozott a Gilbert és Sullivan operettjeire és Rex Stout Nero Wolfe detektívtörténeteire épülő szervezetekben való részvétel. Kiemelkedő tagja volt a Baker Street Irregulars csoportnak, a legnépszerűbb Sherlock Holmes-társaságnak. 1985-től 1992-ben bekövetkezett haláláig az Amerikai Humanista Szervezet elnöke volt, ezen a poszton barátja és egyben népszerű írótársa, Kurt Vonnegut követte. Szintén közeli barátja volt a Star Trek „atyjának”, Gene Roddenberrynek, s a Star Trek: Csillagösvény című film stáblistáján is helyet kapott a forgatás során adott tanácsaiért.
1992. április 6-án halt meg. Tíz évvel halála után felesége, Janet Asimov az It’s Been a Good Life című életrajzi művében felfedte, hogy férje halálát AIDS okozta. Asimov egyik bypass műtétje során, vérátömlesztéssel kapta a HIV vírust. Halálának pontos oka az AIDS szövődményeként fellépő szív- és veseelégtelenség volt. Az Asimov-életrajz utószavában elmondja, férje nyilvánosságra akarta hozni, de orvosai azt tanácsolták, ne tegye, mert az AIDS-ellenes előítélet kihathat családtagjaira is. Asimov családja úgy döntött, az AIDS-fertőzést Isaac halála után felfedi, de mivel Arthur Ashe AIDS-es voltának nyilvánosságra hozatala vitákat szült, megváltoztatták terveiket. Tíz évvel később – miután Asimov orvosai meghaltak – Janet és Robyn megegyeztek abban, hogy a halál valódi okát is bejelenthetik.

## Világnézete
Isaac Asimov humanista és racionalista volt. Nem ellenezte mások őszinte hitét valamely vallásban, de annál inkább felszólalt a babonás és megalapozatlan hiedelmek ellen. Gyerekkorában szülei az ortodox zsidó hagyományokat követték, de nem erőszakolták ezen hitet fiukra, így nem hatott rá olyan erőteljesen a vallás. Ennek köszönhető, hogy a Bibliát a héber mitológia szövegkönyvének tekintette, valahogy úgy, mint ahogy a görögé az Iliasz. (Kis ideig apja – Judah Asimov – egy helyi zsinagógában dolgozott, hogy a családias hangulatot élvezhesse. Isaacre ez kis hatással volt azon kívül, hogy megtanulta a héber ábécét.) Asimov sok éven keresztül ateistának mondta magát, ugyanakkor tudta, hogy ez kissé alkalmatlan meghatározás, mert azt mondja el, miben nem hisz, nem pedig, hogy miben hisz. Később a „humanista” jelzőt találta kielégítőnek.
Utolsó önéletrajzi művében Asimov ezt írta: „Ha nem lennék ateista, olyan Istenben hinnék, aki nem a szavaik, hanem a teljes életük alapján menti meg az embereket. Azt hiszem, inkább választana egy őszinte és becsületes ateistát, mint egy tv-szónokot, akinek minden szava Isten, Isten és Isten, de minden tette aljas, alávaló és tisztességtelen.” Ugyanezen könyvben szerepel az a nézete is, hogy a pokol valójában „egy szadista képtelen álma” durván hozzáragasztva egy irgalmas Istenhez. Ha még a kormány is képes megnyirbálni a kegyetlenkedést és a szokatlan büntetéseket – gondolta Asimov –, mért pont a túlvilágon ne lenne minimalizálva a büntetés? Asimov elutasította az eszmét, miszerint egy emberi hit vagy cselekvés végtelen megtorlást vonhat maga után. Ha létezik egy túlvilág, ahol az épp elhunytak fölött ítélkeznek, a leghosszabb és legkeményebb büntetést biztosan azok kapnák, akik „Istent rágalmazták meg a pokol feltalálásával”. Ahogy az a Treasury of Humorban („A humor kincstára”) és az Asimov Laughs Againben is olvasható, előszeretettel mesélt vicceket a keresztény Istenről, a sátánról, az édenkertről és egyéb vallási témákról azzal a szándékkal, miszerint egy jó vicc gondolatébresztőbb lehet, mint több óra filozofálgatás.
Asimov politikai beállítottságát nézve progresszívnak mondta magát, s hűséges támogatója volt a Demokrata Pártnak. A 60-as években hangos ellenzője volt a vietnámi háborúnak, s a 70-es évek elején egy tv-interjúban nyilvánosan támogatta George McGovernt. Nem örült annak a – szerinte értelmetlen – iránynak, amerre a 60-as években a liberális politikusok vitték az országot. Az In Joy Still Felt című önéletrajzi művében visszaidézi az ellenkulturális Abbie Hoffmannal való találkozását. Asimovnak az volt az érzése, hogy a 60-as évekbeli ellenkultúra hősei egy érzelmi hullámot lovagoltak meg, ami végül hajótöröttként dobta le őket a „lélek senkiföldjére”, ahonnan nemigen tudnak visszajönni. (Ez a gondolatmenet visszacseng Hunter S. Thompson Félelem és reszketés Las Vegasban című művében is.) 
A nukleáris energia békés használatának még a Three Mile Island-i atomerőmű-baleset után is tartó védelmezése tönkretette néhány liberálisabb baráti kapcsolatát. Egy, a Yours, Isaac Asimov-ban („Üdvözlettel: Isaac Asimov”) megjelent levelében olvasható, hogy bár szívesebben élne egy „veszélytelen akármiben”, mint egy atomreaktorban, mégis inkább lakna egy erőműben, mint a Love Canal-i nyomornegyedben (a New York állambeli Niagara Falls rákkeltő anyagokkal súlyosan szennyezett városrésze) vagy a Union Carbide metil-izocianátot termelő telepénél (a bhopáli katasztrófára utalva). Jó néhány kérvényt nyújtott be a népességszabályozásért, Thomas Malthustól Paul R. Ehrlichig számos emberre hivatkozva. Asimov már a nők emberi jogáért folytatott mozgalom elterjedése előtt is feministának tartotta magát. Gyakran viccelt azzal, hogy örülne, ha a nők szabadok volnának, mert „utálom, amikor pénzt kérnek”. Komolyabban azzal érvelt, hogy a nők jogai szorosan összekapcsolhatók a népességkorlátozással. Úgy gondolta továbbá, hogy a homoszexualitásnak ugyanúgy erkölcsileg elfogadottnak kéne lennie, ahogy minden reprodukcióhoz nem vezető szexuális aktivitás is az.
Utolsó éveiben Asimov a New York-i életszínvonal romlását a középosztály elővárosokba való menekülését követő csökkenő adóbevételekkel magyarázta. Utolsó ismeretterjesztő műve, az Our Angry Earth („Dühös Földünk”, jó barátjával, a szintén sci-fi-író Frederik Pohllal közösen írta 1991-ben) olyan különböző környezeti problémákkal foglalkozik, mint a globális felmelegedés és az ózonréteg elvékonyodása.

## Írói pályafutása

### Áttekintés
Asimov karrierjét több szakaszra is bonthatjuk. Korai időszaka – amelyet a science fiction uralt – 1939-ben indult, novellákkal, majd 1950-től regényeket is publikált. Ez a szakasz nagyjából 1958-ig tartott, nagyjából A mezítelen nap megjelenéséig. 1952-ben kezdett el ismeretterjesztő műveket is írni, egy egyetemi tankönyv, a Biochemistry and Human Metabolism („Biokémia és emberi anyagcsere”) társszerzőjeként. Az első embergyártotta műhold, a szovjet Szputnyik–1 pályára állítását követően egyre többet írt tudományos ismeretterjesztő könyveket, ennek következtében a sci-fi történetek fokozatosan elmaradtak. Az elkövetkező negyedszázadban csak négy sci-fi regényt írt. 1982-ben indult science fiction-karrierjének második fele Az Alapítvány peremével. Innentől kezdve egészen haláláig Asimov több előzményt és utótörténetet is írt meglévő regényeihez, s ezzel az eredetileg teljesen különálló sorozatokat összecsatolta, egy új univerzumot kapva.
Asimov úgy gondolta, legmeghatározóbb közreműködései a robotika három törvénye és az Alapítvány-sorozata lesz. Ezen kívül azonban az Oxford English Dictionary a pozitronika (egy teljes mértékben kitalált technológia), a pszichohistória (amit gyakran az asimovi értelemben használnak) és a robotika szavak angol megfelelőjét is tőle eredezteti. Asimov anélkül használta a robotika szót, hogy tudta volna, valójában ő kreálta azt: úgy hitte, az a mechanika, hidraulika stb. ágak összefoglaló neve. Az eredeti robot szó a cseh nyelvből származik, ahol „erőltetett munkát” jelöl – robotovat, robota –, először Karel Čapek drámaíró használta R.U.R. (Rossum’s Universal Robots) című művében. Másik két leleményével ellentétben a robotika szót később is az Asimov által megalkotott eredeti értelemben használják. A Star Trek: Az új nemzedékben pozitronaggyal működő androidok is szerepelnek, amiért Asimovot – mint a kitalált technológia atyját – is megemlítik a stáblistán. (A robot szó nyilvánvalóan szláv alapú kifejezés, dolgozni oroszul = rabotaty, illetve munka = oroszul rabota.)

### Science fiction
Asimov első sci-fi története a Hajótörés a Vesta térségében, amit 1939-ben, tizennyolc évesen írt. Két és fél évvel később már a harminckettedik novellájánál, az Leszáll az éjnél járt, amit minden idők legismertebb sci-fi történeteként tartanak számon. 1968-ban az Amerikai Science Fiction Írók a valaha írt legjobb sci-fi novellának kiáltották ki. A Nightfall and Other Stories („Leszáll az éj és más történetek”) című novelláskötetében azt írja, „A Leszáll az éj megírása karrierem vízválasztó pontja volt… Egyszer csak elkezdtek komolyan venni, s a science fiction világa megtudta, hogy létezem. Ahogy az évek múltak, egyértelművé vált, hogy egy klasszikust írtam.”
A Leszáll az éj meghatározó műve a társadalmi sci-finek, az Asimov kreálta ágnak, amely a 40-es évektől kezdve ír a különböző kütyük és űroperák helyett az emberi körülményekről, s amit rajta kívül Robert Heinlein is gyakran képviselt.
1941-ben Asimov rendszeresen kezd írásokat eladni a piacon meghatározó Astounding sci-fi magazinnak. 1943-49-ig pedig minden publikációja megjelenik a magazinban.
1942-ben publikálni kezdte az Alapítvány-történeteket – amiket később az Alapítvány-trilógiában, az Alapítványban, az Alapítvány és Birodalomban és a Második Alapítványban adtak ki egyben –, amelyek a jövőbeli Galaktikus Birodalom összeomlásáról és újjászületéséről írnak. Ezek együtt alkotják Asimov legismertebb sci-fi munkáját (beleértve a robot- és a Birodalom-sorozatot is). Jó pár évvel később folytatta a regényeket Az Alapítvány peremével (1982) és az Alapítvány és Földdel (1986), majd visszaugrott az időben, s megírta a trilógia előzményét, Az Alapítvány előtt-öt (1988) és az Előjáték az Alapítványhoz-t (1992). A sorozatban szerepel a kitalált pszichohistória tudománya, amivel a tömegek jövőbeni viselkedését előre lehet látni.
Robotokról szóló történeteit – amik nagy része olvasható a Robottörténetek című novelláskötetben – szintén ez idő tájt kezdte el írni. Szerepelnek bennük robotetikát meghatározó szabályok (lásd a robotika három törvénye) és intelligens gépezetek, amik számos egyéb írót és gondolkodót megihlettek. Egyik novelláját, A két évszázados embert meg is filmesítették, A kétszáz éves emberben Robin Williams játssza a főszerepet.
A Will Smith főszereplésével készült Én, a robot című film Jeff Vintar rögzített forgatókönyve alapján készült, s Asimov ötleteit csak azután szőtték bele, hogy megkapták a jogot az Én, a robot cím használatára. Ennek nincs köze Harlan Ellison forgatókönyvéhez, amit még magával Asimovval készített, hogy filmre vigye az eredeti gondolatokat. Asimov dicsérte Ellison művét, mondván: ebből „a science fiction első felnőtt, valóban összetett filmje” lehet. A szöveget 1994-ben jelentették meg könyv formájában, miután a film megvalósításának reményei végleg elszálltak.
A filmeken kívül más írókat is inspiráltak Asimov sci-fi művei, így írt az univerzumba például Roger MacBride Allen, Gregory Benford, Greg Bear, David Brin és Mark W. Tiedemann is. Ezek a kiegészítők általában az özvegy, Janet Asimov hozzájárulásával, időnként kérésére jelennek meg.
1948-ban Asimov egy fiktív tudományos cikket is írt, The Endochronic Properties of Resublimated Thiotimoline (A kétszer szublimált tiotimolin endokrónikus tulajdonságai) címmel, egy nem létező kémiai anyag tulajdonságairól. Közben éppen doktori disszertációját is írta, így a doktori védési bizottság előítéletekkel teli reakciójától félve megkérte szerkesztőjét, hogy álnév alatt jelentesse meg a cikket. Ennek ellenére saját nevén jelent meg. Doktori védése végén a bizottság egyik tagja mosolyogva kérte, hogy „Mr. Asimov, meséljen nekünk valamit a tiotimolin termodinamikai tulajdonságairól!” Húsz perccel később ismét behívták a terembe, s mint „Dr. Asimovnak” gratuláltak neki.
Az 50-es években is sorban küldte a novelláit különböző sci-fi magazinoknak, erre az időszakra később arany évtizedeként emlékezett. Közülük jó pár megjelent a The Best of Isaac Asimov („Isaac Asimov legjobb művei”) antológiában. Ezek közt volt Asimov személyes kedvence, Az utolsó kérdés (1956), amelyet sokan az Leszáll az éj versenytársának tekintettek.
Miért ez a kedvencem? Először is, mert a hirtelen jött ötlettel nem kellett babrálnom. Miután leírtam, alig néhány szót kellett módosítani, s az ilyen dolgok bármely íróval megszerettetik a történetet.

Aztán ez volt a legfurcsább hatással az olvasókra. Gyakran kérdezik tőlem, mi lehet annak a történetnek a neve és hol található meg az, amiről ők úgy gondolják, én írtam. Nem emlékeznek a címre, de ahogy a történetet mesélik, nyilvánvalóan »Az utolsó kérdés«-ről van szó. Ez odáig fajult, hogy nemrégiben távolsági hívást kaptam egy kétségbeesett férfitől, aki így kezdte mondókáját: »Dr. Asimov, van egy történet, amit azt hiszem maga írt, de nem emlékszem a címére…« ezen a ponton félbeszakítottam és megmondtam, hogy »Az utolsó kérdés« a szóban forgó novella. Elmondtam a történetét, és rájött hogy tényleg ezt a novellát üldözte. Úgy tettem le, hogy meg volt győződve róla, több ezer mérföld távolságból is tudok olvasni a gondolatokban.
1974 decemberében az egykori Beatles-tag, Paul McCartney felkereste Asimovot, s megkérdezte, nem tudna-e írni forgatókönyvet egy sci-fi musicalhez. McCartney-nak voltak halvány elképzelései a történetről és néhány párbeszédről. Egy rockegyüttesről akart filmet készíteni, aminek tagjai rájönnek, testük lemásolásával földönkívüliek kis csoportja veszi át helyüket. A bandát és hasonmásaikat McCartney együttese, a karrierje csúcsán lévő Wings tagjai játszották volna el. Bár nem volt rock-rajongó, Asimovot megragadta az ötlet, s hamarjában elkészült a történet rövid összefoglalója. Ragaszkodott McCartney ötletéhez, s úgy érezte mozgalmas, de egyúttal drámai történetet sikerült összehoznia. Nem használta viszont McCartney párbeszéd-részleteit, s talán ennek köszönhető, hogy ő elutasította a forgatókönyvet. A szöveg ma már csak a Bostoni Egyetem archívumában található meg.
1977-től kezdve nevét adta az Isaac Asimov’s Science Fiction magazinnak (ma Asimov’s Science Fiction), továbbá minden számhoz ő írta a vezércikket. Rövid életű mellékkiadványa volt az Asimov’s SF Adventure magazin és az Asimov’s Science Fiction antológia.

### Tudományos ismeretterjesztés
Az 1950-es évek végén és az 1960-as években Asimov jelentősen visszavett írási tempójából. A mezítelen nap 1957-es és Az Alapítvány pereme 1982-es megjelenése közt mindössze négy regényt írt, s ebből is kettő krimi volt. Ugyanakkor tömegével kezdett írni ismeretterjesztő műveket, főleg természettudományos témakörben, gyakran tudománytörténeti adalékokkal, vagy fő témával. A Szputnyik–1 1957-es kilövése általános érdeklődést váltott ki, de nem állt rendelkezésre megfelelő tudományos ismeretterjesztő irodalom a témában. Ezt az űrt kívánták a kiadók betölteni annyi anyaggal, amennyit csak Asimov írni tudott. Időközben a Magazine of Fantasy and Science Fiction felkérte arra, hogy kéthavi társlapjában, a Venture Science Fictionben vezesse a tudományos rovatot. Először 1958 novemberében jelentek meg írásai, s innentől kezdve egészen betegségéig folyamatosan írta cikkeit, összesen 399-et. A rovat tartalmát időről időre könyv alakban is megjelentette Asimov fő kiadója, a Doubleday, ezzel megalapozva Asimovnak, a tudomány „nagy magyarázójának” hírnevét. Első ilyen típusú, átfogó munkája, a The Intelligent Man’s Guide to Science („Az intelligens ember útikalauza a tudományhoz”) népszerűsége is megerősítette azon döntésében, miszerint otthagyja a tanítást, s mint főfoglalkozású író működik tovább.
Asimov néhány esszét a kora társadalmi harcairól is írt, ilyen például a Thinking About Thinking („A gondolkodásról gondolkodva”) és a Science: Knock Plastic (1967).
Művei változatos és gazdag információtartalmának köszönheti Kurt Vonnegut kérdését, hogy „Milyen érzés mindent tudni?” Asimov erre azt válaszolta, ő csak azt tudja, milyen érzés mindentudó hírében állni – „Kényelmetlen.” Thomas Pynchon a Slow Learner („Lassan tanuló”) című novelláskötetének bevezetőjében elismerte, hogy bízott Asimov tudományos ismeretterjesztő műveiben (és az Oxford English Dictionary-ben), amikor az entrópiáról írt.
Asimov és Arthur C. Clarke barátságát és egymás iránti megbecsülését jellemzi, hogy az „Asimov–Clarke Park Avenue-i egyezség” értelmében – amelyet a New York-beli Park Avenue-n egy taxiutuk során kötöttek – Asimov elismeri Clarke-ot a világ legjobb tudományos-fantasztikus írójának (magának tartva a második helyet), s ugyanígy Clarke elismeri Asimovot a világ legjobb tudományos írójának (magának tartva a második helyet). Ennek köszönhető Clarke Report on Planet Three („Jelentés a hármas bolygóról”) című könyvének ajánlása, miszerint: „A Clarke–Asimov egyezség értelmében a második legjobb tudományos író ajánlja ezt a könyvet a második legjobb tudományos-fantasztikus írónak.”

### Egyéb
Tudományos munkássága mellett Asimovot a történelem is foglalkoztatta. A 60-as évektől kezdve összesen tizennégy történelemről szóló könyvet írt, legjelentősebb ezek közül a The Greeks: A Great Adventure („A görögök: egy nagy kaland”, 1965), a The Roman Republic („A Római Köztársaság”, 1966) és a The Roman Empire („A Római Birodalom”, 1967).
Két részben kiadatta az Asimov’s Guide to the Bible-t („Asimov útmutatója a Bibliához”) – az Ószövetségről 1967-ben, az Újszövetségről 1969-ben –, majd 1981-ben összegyúrta azokat egy 1300 oldalas kötetbe. Táblázatokkal és térképekkel teletömve az útmutató sorban végigmegy a Biblia könyvein, s közben ugyanúgy elmagyarázza mindegyik történetét és politikai hatását, mint ahogy életrajzi adatokat is szolgáltat néhány fontosabb személyhez.
Észben és humorban sosem szűkölködve Asimov élete végéig az 1975-ben megjelent Lecherous Limerickstől kezdve egy egész sorozatnyi limerickgyűjteményt kiadott, ennek nagy részét ő maga írta. A Limericks: Too Gross című gyűjteményben például 144 limerick olvasható, ezek felét Asimov, másik felét John Ciardi írta. Még egy vékony kötetnyi Sherlock Holmes-témájú versikét is összehozott. A jiddis humorbeli legsikeresebb próbálkozása az Azazel, The Two Centimeter Demon, ahol két zsidó alak beszélget reggeli, ebéd és vacsora közben – „George” és barátja, Azazel anekdotái. Treasury of Humor című könyve legalább annyira vicckönyv, mint amennyire egy tanulmány a viccelméletről. Asimov például kifejti benne, hogy szerinte a humor legalapvetőbb eleme a vélemény hirtelen változtatása, ezzel a figyelmet a fontosról az egyértelműre, a fennköltről a nevetségesre terelve.
Főleg írói pályájának második felében Asimov a szeretni való szoknyabolond szerepében is megmutatkozott időnként. 1971-ben a népszerű The Sensuous Woman („Az érzéki nő”, írta „J.”) és a The Sensuous Man („Az érzéki férfi”, írta „M.”) szexuális útmutatók szatírájaként írta meg a The Sensuous Dirty Old Man („A szemérmetlen vén kéjenc”) című könyvecskét, „Dr. A.” néven aláírva. Úgy remélte, a szerző személye titokban marad, viszont a hírt már akkor szétkürtölte a sajtó, amikor a könyv még meg sem jelent. Amikor pedig a zsebkönyv végül megjelent, a „Dr. A.” mögé zárójelben a teljes neve is felkerült. A későbbiekben – tréfából – többször így konferálták be: „...és ki tudja, hány könyve között ott van a Vezérfonal a Bibliához és A szemérmetlen vén kéjenc is.”
Asimov két kötetnyi önéletrajzot is írt, ezek az In Memory Yet Green (1979) és az In Joy Still Felt (1980). Egy harmadik, az I. Asimov: A Memoir 1994 áprilisában jelent meg. Ennek epilógusát az özvegy, Janet Asimov írta, nem sokkal halála után. Az It’s Been a Good Life-ot (2002) szintén Janet szerkesztette, ez a három kötet összevont, rövidített változata.

### Irodalmi témái
Asimov számos alkotásában megjelenik a gyámkodási rendszer. Első robotos történetében, a Robbie-ban egy robotdadát szerepeltet. Hasonlóképp Lennyt a robotpszichológus Susan Calvin veszi gondjaiba, anyaként viseltetve iránta, miután kiderül, hogy a robot agya egy hároméves gyerekének megfelelő. Ahogy ezek a gépek egyre kifinomultabbá válnak, úgy terjednek el egyre szélesebb körökben. A Bizonyíték című novellában egy emberi testbe rejtőzött robot sikeresen indul a választásokon. Az elkerülhető konfliktusban pedig már háttérbe húzódott robotok irányítják a Föld gazdaságát, az egész emberiség dadájaként működve.
Később – A Hajnal bolygó robotjaiban és a Robotok és Birodalomban – R. Daneel Olivaw kifejleszti a robotika nulladik törvényét, mely szerint „A robotnak nem szabad kárt okoznia az emberiségben, vagy tétlenül tűrnie, hogy az emberiség bármilyen kárt szenvedjen”. Ezen kívül úgy látja, hogy a robotok jelenléte elnyomja az emberek szabadságát, s ez ellen a legjobb, amit a robotok tehetnek, hogy fokozatosan visszavonulnak, megsemmisítik magukat. Egy nem robotokról szóló regény, A halhatatlanság halála is hasonló problémával és megoldással rendelkezik. A nulladik törvény jelentősége abban rejlik, hogy fölülbírálja a robotika többi törvényét: ha a robot olyan helyzetben találja magát, hogy az emberiség védelme érdekében embert kell ölnie (egy az egyben megszegve az első törvényt), akkor a pozitronagy programozása a gyilkosság elkövetését követeli meg.
Az Alapítvány-sorozatban – amely eredetileg nem tartalmazott robotokat – egy tudós végrehajt egy féltitkos tervet annak érdekében, hogy ezer év múlva létrejöjjön az új galaktikus birodalom. A sorozatnak megvan a maga platóni őre (a Második Alapítvány), aminek feladata a terv védelme és tökéletesítése. Amikor az 50-es években Asimov felfüggesztette a sorozat írását, a Második Alapítványt mint az emberiség jóindulatú védelmezőjét jellemezte. Amikor a 80-as években ismét kezébe vette a sorozatot, az atyáskodást még határozottabbá tette.
Az Alapítvány peremében megjelenik egy új bolygó, a Gaia, ami nyilvánvalóan a Gaia-elméleten alapszik. Gaia minden állata, növénye és ásványa része a közös tudatnak, egy szuperagyat alkotva a nagyobb boldogságért. A könyv végén a főszereplőnek döntenie kell, engedi-e a Galaxia – Gaia az egész galaxisra kiterjesztett változatának – létrejöttét. A Gaia Asimov egyik leghatásosabb próbálkozása a közös tudat lehetőségének felmérésére, s később megjelenik a Nemezis című regényben is, ahol a főleg prokarióta élővilágot tartalmazó Erythró bolygó saját tudattal rendelkezik, s emberekkel kíván belső kapcsolatot létesíteni.
Az Alapítvány és Földdel megjelentek a robotok az Alapítvány univerzumban, Asimov utolsó regényei közül Az Alapítvány előtt és az Előjáték az Alapítványhoz pedig már nagyobb részletességgel mutatja be őket. A robotok mint az emberiség érdekében dolgozó titkosügynökök jelennek meg.
Másik gyakori témája az atyáskodás ellentéte, a szociális elnyomás. Az űr áramlatai egy olyan bolygón játszódik, amin egy értékes rostnövényt termesztenek úgy, hogy a parasztokat egy szomszédos bolygó urai zsákmányolják ki. A csillagok, akár a porban pedig a főhős a gőgös tyrann birodalom igáját nyögő bolygólakóknak segít.
Az elnyomás áldozatai általában vagy földlakók (más bolygók lakói által), vagy robotok. A két évszázados emberben a főhős robot az előítéletek ellen küzd, amik miatt őt nem hajlandók embernek elismerni. Az Acélbarlangokban a földlakók neheztelnek a gazdagabb „űrlakókra”, ennek megfelelően a robotokat (az űrlakókkal azonosítva) hasonló módon kezelik, mint ahogy anno a fehérek kezelték a feketéket, például „fiú”-nak szólítják őket. A Kavics az égben is hasonló helyzetet mutat: a Galaktikus Birodalom uralja a Földet, lakóit mások „földi némber”-eknek szólítják. Közben teokratikus diktatúra uralkodik, ami minden embert, aki elmúlt hatvanéves, eutanáziára kényszerít. Az egyik főhős Bel Arvardan, egy felsőosztálybeli archeológus, aki legyőzi előítéleteit és a Földre utazik. A másik Joseph Schwartz, egy 62 éves huszadik századi amerikai, aki Európából emigrált, mert ott üldözték őt (igen valószínű, hogy zsidó), s aki egy véletlen baleset folytán előre repült az időbe. El kell döntenie, hogy segít-e az elnyomott társadalomnak, amely szerint neki halottnak kéne lennie.
Még a racionális gondolkodás az, ami sokszor előfordul Asimov műveiben. Az Acélbarlangokkal és az Asimov’s Mysteries („Asimov rejtélyei”) sorozat novelláival megalkotta a sci-fi krimit, általában bemutatva az olvasónak a megoldáshoz szükséges technológiai eszközt. Később írt olyan egyszerű (nem sci-fi) krimiket is, ahol ugyanezt a szabályt követte (például a Black Widowers novelláskötet és a Gyilkosság a könyvvásáron). Műveiben a legfontosabb részek gyakran viták, amelyekben az észszerűbb, emberibb (de legalábbis meggyőzőbb) oldal nyer.

### Díjai
| Időpont                          | Elismerés                                                                  | Kiegészítő információ                                             |
| -------------------------------- | -------------------------------------------------------------------------- | ----------------------------------------------------------------- |
| 1957                             | A Thomas Alva Edison Alapítvány díja                                       | a Building Blocks of the Universe-ért                             |
| 1960                             | Howard W. Blakeslee-díj                                                    | a The Living Riverért                                             |
| 1962                             | a Bostoni Egyetem írói díja                                                |                                                                   |
| 1963                             | „Tudományt adott a tudományos-fantasztikus irodalomhoz” speciális Hugo-díj | a Magazine of Fantasy and Science Fiction-ben megjelent esszéiért |
| 1965                             | az Amerikai Kémiai Társaság James T. Grady-díja                            |                                                                   |
| 1966                             | Hugo-díj                                                                   | minden idők legjobb regénysorozatáért az Alapítvány-sorozatért    |
| 1967                             | Westinghouse tudományos írói díj                                           |                                                                   |
| 1973                             | Hugo-díj                                                                   | a legjobb regényért, Az istenek is…-ért                           |
| 1973                             | Nebula-díj                                                                 | a legjobb regényért, Az istenek is…-ért                           |
| 1977                             | Hugo-díj                                                                   | a legjobb kisregényért, A két évszázados emberért                 |
| 1977                             | Nebula-díj                                                                 | a legjobb kisregényért, A két évszázados emberért                 |
| 1981                             | aszteroidát (5020 Asimov) neveztek el róla                                 |                                                                   |
| 1983                             | Hugo-díj                                                                   | a legjobb regényért, Az Alapítvány pereméért                      |
| 1987                             | Nebula Nagymester díj                                                      | az életműve elismeréseként                                        |
| 1992                             | Hugo-díj                                                                   | a legjobb kisregényért, a Goldért                                 |
| 1995                             | Hugo-díj                                                                   | a legjobb nem irodalmi műért, az I. Asimov: A Memoirért           |
| 1996                             | A WorldConon kiosztott 1946-os retro-Hugo-díj                              | Az Öszvérért (ami az Alapítvány-trilógia hetedik fejezete)        |
| 14 tiszteletbeli doktori fokozat | különböző egyetemektől                                                     |                                                                   |
| 1997                             | posztumusz felvétel a Science Fiction és Fantasy hírességek csarnokába     |                                                                   |

## Kritikája
Az egyik legáltalánosabb benyomás, amit Asimov munkássága kelt az emberben az, hogy írói stílusa rendkívül dísztelen. 1980-ban James Gunn sci-fi tudós írta az Én, a robotról, hogy:
„Két novella kivételével – Te hazug! és Bizonyíték – nem olyan történetek, ahol a szereplőknek meghatározott szerepük van. Gyakorlatilag mindegyiknek a cselekménye egy párbeszédben merül ki, alig, ha egyáltalán valamennyi mozgással. Se sajátos színezetet, se semmilyen típusú leíró részt nem tartalmaznak. A dialógus – jobb esetben – szakszerű, a stílus pedig – jobb esetben – átlátszó. […] A robotos történetek – és igazság szerint Asimov összes műve – meglehetősen csupasz terepen játszódik.”
Ez a jellemzés Asimov történeteinek jelentős hányadára megállja a helyét, beleértve az 1980 után írt műveit is. Érdemes viszont megjegyezni, hogy ez érvényes a sci-fi „aranykorában” írtak nagy részére is, s természetesen ez időszak más szerzői sem kivételek ez alól. Köztudomású, hogy a korai science fiction (és annak szerzői) sokkal inkább a jövő technikáinak kitalálására koncentráltak, mint a szereplők mélyebb kidolgozására, és – habár ez az időszak már lecsengett – nyilvánvaló, hogy a szereplők és a technológia, jövőbeli társadalmi helyzetek közti kölcsönhatások még a mai irodalomban is gyakran fontosabbak, mint maguk a karakterek.
Gunn megfigyelte viszont, hogy néha Asimov stílusa felnő a helyzet követeléseihez, s példaként említi a Te hazug! csúcspontját. A kulcsfontosságú helyzetekben megjelennek az élesen megrajzolt karakterek, ahogy Susan Calvin az előbbi példa mellett a Bizonyítékban, Arkady Darell a Második Alapítványban, Elijah Baley az Acélbarlangokban és Hari Seldon az Alapítvány előzményeiben.
Asimovot a sci-fijéből hiányzó nemiség és idegen lények okán is kritizálták. Egyszer kifejtette, hogy a földönkívüliektől azóta tartózkodik, mióta pályafutása korai időszakában John W. Campbell elutasította egyik novelláját, mivel a benne szereplő idegen lényeket felsőbbrendűnek ábrázolta, mint az embert. Ekkor határozta el, hogy rosszul sikerült karakterek helyett egyáltalán nem fog idegenekről írni. Az éles kritikákra írt válasz Az istenek is…, amiben idegenek, nemiség, sőt az idegenek nemi élete is megjelenik. Asimov mondta egyszer, hogy minden írása közül Az istenek is… középső részére a legbüszkébb.
Mások azt kritizálták, hogy korai munkáiban nem szerepeltek erőteljes női karakterek. Önéletrajzában Asimov elismerte ezt, tapasztalatlanságával magyarázva meg. Későbbi regényeiben már több női szereplő jelent meg, műveit azonban továbbra is ugyanabban a stílusban írta, mint első sci-fi történeteit. Ezeknek pedig már nagyobb olvasóközönség jutott: a Washington Post Book World („Könyvvilág”) rovata például így ír az Alapítvány és Birodalomról:
„1940-ben Asimov emberei az 1940-es amerikai férfiak lecsupaszított másai voltak, és azóta se változtak. Robotjai bádogdobozok voltak, de ma is azok. A robotmesék a helyhez kötött és mozgó mesterséges intelligencia egyre kevésbé működő elkülönítésén alapultak, ahogy azóta is. Asimov univerzumában – mivel már viszonylag régen született és mert szerzője irtózik a zűrzavartól – nincsenek számítógépek, se társadalmi bonyodalmak, génmanipuláció, a túlnépesedett emberiség lakhelyéül szolgáló hiperstruktúrák, párhuzamos világok, idegenek, klónok, bűn vagy éppen szex. Hősei (itt például R. Daneel Olivaw, akivel először az Acélbarlangokban találkozhattunk, mint Baley segítője) nem érzik a közvetlen vagy feldolgozott információk áradatának súlyát, szemben a mai emberrel. Asimov szereplőit nem nyomorítja meg a művekben ábrázolt jövőkép, mert olyan mélyen és feltűnően fegyelmezettek.”
Ez talán túlzás, hiszen például A mezítelen nap (1957) központi témáját a társadalmi viták adják, génmanipulációról is ír eugenika (fajegészségtan) álöltözetbe bújtatva, ami a műben szereplő társadalom egyik alapja. A regényben rokonítható a főszereplő és mesterséges környezetének kapcsolata a hiperstruktúrák, város méretű lakókomplexumok lakóinak más sci-fi művekben elképzelt életével. A társadalom vezetőinek célja a teljesen mesterséges születés (ugyan nem a hiányolt klónozással), míg a szexuális vágy a női főszereplőt vezető erő, bár az 50-es évek érzékenységébe burkolva. S az egész történet mondanivalója, hogy a túlzásba vitt szabályosság mindenképpen zsákutca, s elkerülendő.
Egyébként ezen kritikák jelentős részét összefoglalhatjuk azzal, hogy Asimov munkái egyszerűen elavultak. Valójában néhány része a jövőképének, ahogy ötven évvel ezelőtt próbálta megjósolni a jövőbeli (és jelenbeli) technológiát nem igazolódott be. Például egyszerre írt rendkívül fejlett képességű robotokról, valamint számítógépekről, amelyek még mindig lyukkártyákat, lyukszalagokat használnak, s logarléccel számoló mérnökökről. Az Alapítvány és Birodalom egyik drámai jeleneténél például egy szereplő az automatából vásárolt újságból tudja meg a híreket.
Ezen kívül számos egyedi ellentmondás is megjelenik a történetekben: például az Alapítvány-sorozatban szereplő nevek és időpontok sem mindig passzolnak egymáshoz. Néhány hiba ezek közül valószínűleg a szereplők hibáiból adódik, mivel Asimov teremtményei ritkán jól informáltak a saját helyzetükről. Más eltérések a sorozat megkezdése és későbbi újrakezdése között eltelt jó pár évnek köszönhetőek. Időnként a tudományos kutatások előrehaladása kényszerítette a futó szál felülbírálására.
Gunn és Patrouch könyvein kívül relatíve kevés kritika jelent meg Asimov munkásságáról (pláne, ha az általa írt művekhez viszonyítjuk). Erre egy lehetséges magyarázatot Cowart és Wymer Dictionary of Literary Biography-ja (1981, „Irodalmi életrajzi szótár”) ad:
„Szavai nem nagyon vethetők alá a klasszikus értelemben vett irodalmi kritikának, mivel szokása volt a cselekmény lényegére irányítani a figyelmet, s pontosan elárulni az olvasónak, mi is és miért történik valójában. Igazság szerint történeteinek elsöprő többsége – az Alapítvány-trilógia meg aztán különösen – ezzel a hozzáállással íródott. A kritikusok számára a világos nyelvezetű, az író gondolatait és a mű célját egyértelműen kifejező történetek a legnehezebbek, mivel nincs szükség az értelmezésükre.”
Meg kell jegyezni viszont, hogy mind Gunn, mind Patrouch Asimov-tanulmánya kijelenti, hogy egy világos és tárgyilagos prózai stílus is stílus még. Gunn 1982-es könyve jelentős mértékig belemegy Asimov addig megjelent regényeinek elemzésébe. Nem dicséri minden művét (mint ahogy Patrouch sem), de például az Acélbarlangok egy-két passzusát „Proustra emlékeztető”-nek találja. Amikor azt taglalja, miképp festi le a regényben a jövő New Yorkját, Gunn azt írja, Asimov prózájáért „szégyenkezni kéne bármilyen irodalmi közösségnek”.
Habár Asimov büszke volt dísztelen írói stílusára (amit Clifford Simaknak köszönt, aki korai éveiben hatott rá), hosszabb történeteinek élvezettel adott bonyolult szerkezetet, gyakran például nem kronológiai sorrendbe rendezte a fejezeteket. Néhány olvasót ez a húzás elkedvetlenített, mondván a nemlineáris felépítés nem éri meg a fáradságot, s teljesen megzavarja a történet tisztaságát. Például Az istenek is… című regény első része a hatodik fejezettel indul, aztán visszahátrálva folyamatosan tölti fel a korábbi fejezetekkel. John Campbell ajánlotta Asimovnak, hogy olyan későn kezdje el a történetet, amilyen későn csak lehetséges. Ez a tanács segítette őt a Logika, egy korai robotnovella megírásában. Asimovnak az időegyenesei kicsavarására irányuló szándéka talán kései regényében, a Nemezisben a legszembetűnőbb, ahol az egyik karaktercsoport a „jelenben” él, a másik csoport viszont a „múltból” 15 évvel korábbról indul, s éri utol az első csoportot.
2002-ben Donald Palumbo, a Kelet-karolinai Egyetem irodalomtanára publikálta a Chaos theory, Asimov’s Foundations and Robots and Herbert’s Dune: The Fractal Aesthetic of Epic Science Fiction („Káoszelmélet, Asimov Alapítványai és robotjai és Herbert Dűnéje: az epikus sci-fi fraktál esztétikája”) című könyvét. Ebben olvasható egy áttekintés Asimov elbeszélő szerkezeteiről, a káoszelmélettel és fraktálokkal összefüggésbe hozva. Palumbo úgy találta, hogy a klasszikus irodalmi eszközök (például szimbolizmus, jellemábrázolás) csekély jelenléte, sőt hiánya ellenére az Alapítvány- és Robot-sorozat határozott vonzerővel bír. Megállapítása szerint az elbeszélés szándékos bonyolítása szokatlan szimmetriát és rekurzív struktúrákat hoz létre, amit az emberi agy észrevesz. Ez a kötet egyike a legszakszerűbb és legalaposabb mai Asimov-kritikáknak.
John Jenkins, aki Asimov írott anyagának nagy részét áttekintette, így fogalmazott:
„Megmutatták, hogy az 50-es évek óta a legtöbb sci-fi-íróra hatással volt Asimov, vagy a stílusjegyeinek átvételével, vagy éppen azzal, hogy messze elkerültek bármit, ami csak kicsit is hasonlít az ő stílusára.”
A Hugo-díjas Gold („Arany”) novellában Asimov egy – nyilván magáról mintázott – íróról ír, akinek egyik könyvét (Az istenek is…) „kompu-drámá”-vá, egy tökéletesen élethű számítógépes animációvá dolgozzák át. A rendező kritizálja a történetbeli Asimovot („Gregory Laborian”-t), a túlságosan nem vizuális stílusáért, ami megnehezíti az átdolgozást, mire az író kifejti, hogy inkább bízik eszmékben és párbeszédekben, mintsem leírásokkal fejezze ki magát. Ironikusan a történet ugyanazt a stílust utánozza, amelyet a benne szereplő író használ, nyilvánvaló, hogy Asimov válasznak szánta kritikáira.

## Idézetek
- „Megfelelően olvasva a Biblia a valaha létezett legerősebb érv az ateizmus mellett.”
- „Az a szóbeszéd járja mostanság Amerikában, hogy két intelligens faj létezik a Földön: az emberek és a magyarok.”[17]
- „Amikor megkérdezték, mit csinálnék, ha az orvosom azt mondaná, csak hat hónapom van élni, azt válaszoltam: »gyorsabban gépelnék«.”
- „Az írás számomra olyan, mint egyszerűen az ujjaimon át gondolkodni.”
- „Az éjszaka csodálatos napszak volt a 30-as évek Brooklynjában. A légkondicionálás ismeretlen fogalom volt a mozikon kívül, és hasonlóképp a televízió is. Semmi nem volt képes az embereket otthon tartani. Sőt, minthogy kevés embernek volt autója, nem volt semmi, ami arrébb szállíthatott volna. Megmaradtak hát az utak és a tornácok. A sokaság a bűnözés gátlójaként is szolgált.”
- „Amiért rám fognak emlékezni az emberek, az az Alapítvány trilógia és a robotika három törvénye. Amiért akarom, hogy emlékezzenek rám, az nem egy könyv. Nem is könyvek tucatjai. Minden egyes dolog, amit írtam, párhuzamba állítható, akár túl is szárnyalható valaki más művével. Viszont a teljes életművem nagyságrendben, minőségben és változatosságban megismételhetetlen. Ez az, amiért emlékezetes akarok lenni.” – 1973. szeptember 20., Yours, Isaac Asimov, 329. oldal.
- „Az erőszak a gyengék végső menedéke.” – Salvor Hardin, az Alapítvány egyik szereplője.
- „Sohase hagyd, hogy az erkölcsi érzéked meggátoljon a helyes cselekedetben!” – Salvor Hardin
- „A legérdekesebb mondat, amit a tudományban hallani, az új felfedezéseket megelőző – nem a »Heuréka!« (megtaláltam), hanem az – »Ez furcsa…«.”

## Művei
Asimov céljául tűzte ki, hogy elérje az ötszáz kiadott könyvet, de ezt nem sikerült elérnie: összesen 463 címet publikált. Ismert könyveit, kiadványait és egyéb szerkesztett műveit összeszámolva viszont több mint 500 elemet tartalmaz a teljes bibliográfiája. Írhatott volna egy Opus 400-at, négyszázadik művének megünneplésére, de az ilyen jellegű művek közül az Opus 300 az utolsó.

### Az Alapítvány–Birodalom–Robot-univerzumba tartozó művei
Itt csak a regények és novelláskötetek címei (és angol nyelvű kiadásaik időpontjai) olvashatóak. A különböző történetek kronológiai sorrendjét lásd az Alapítvány–Birodalom–Robot regényciklus cikkben.

#### A Robot-sorozat
- Én, a robot (I, Robot, novelláskötet, 1950)
- Robottörténetek (The Complete Robot, novelláskötet, 1982 – az Én, a Robot kötet összes novellája mellett más történeteket is tartalmaz)
- Acélbarlangok (The Caves of Steel, regény, 1953 – első magyar kiadása még Gyilkosság az űrvárosban címmel jelent meg)
- A mezítelen nap (The Naked Sun, regény, 1956)
- Tükörkép (Mirror Image, novella, 1972)
- A Hajnal bolygó robotjai (The Robots of Dawn, regény, 1983)
- Robotok és Birodalom (Robots and Empire, regény, 1985)

#### A Birodalom-sorozat
- A csillagok, akár a por (The Stars, Like Dust, regény, 1951)
- Az űr áramlatai (The Currents of Space, regény, 1952)
- Kavics az égben (Pebble in the Sky, regény, 1950)

#### Az Alapítvány-sorozat

##### Előzmények
- Az Alapítvány előtt (Prelude to Foundation, regény, 1988)
- Előjáték az Alapítványhoz (Forward to Foundation, regény, 1993)

##### A klasszikus trilógia
- Alapítvány (Foundation, regény, 1942–1944)
- Alapítvány és Birodalom (Foundation and Empire, regény, 1945)
- Második Alapítvány (Second Foundation, regény, 1948–1950)

##### Utótörténet
- Az Alapítvány pereme (Foundation’s Edge, regény, 1982)
- Alapítvány és Föld (Foundation and Earth, regény, 1986)

### Egyéb művei

#### Sci-fi
- A halhatatlanság halála (The End of Eternity, 1955)
- Hatalomérzet (The Feeling of Power, 1958)
- Az istenek is… (The Gods Themselves, 1972)
- Nemezis (Nemesis, 1989)
- Leszáll az éj (Nightfall, szerzőtárs: Robert Silverberg, 1990)

Űrvadász-sorozat:
- Az Űrvadász (David Starr, Space Ranger, 1952)
- Az aszteroidák kalózai (Lucky Starr and the Pirates of the Asteroids, 1954)
- A Vénusz óceánjai (Lucky Starr and the Oceans of Venus, 1954)
- A Merkúr óriás Napja (Lucky Starr and the Big Sun of Mercury, 1956)
- A Jupiter holdjai (Lucky Starr and the Moons of Jupiter, 1957)
- A Szaturnusz gyűrűi (Lucky Starr and the Rings of Saturn, 1958)

#### Krimi
- Gyilkosság a könyvvásáron (Murder at the ABA or Authorised Murder, 1976)
- A halál fuvallata (A Whiff of Death, 1958)

#### Tudományos ismeretterjesztő művek
- A biológia rövid története (A Short History of Biology, 1964)
- A Hold tragédiája (The Tragedy of The Moon, 1973)
- Robbanó napok (The Exploding Suns: The Secrets of The Supernovas, 1985)
- Ameddig a szem ellát (Far as Human Eye Could See, 1987)
- Útikalauz (Guide to Earth and Space, 1991)

## Magyarul

### 1989-ig
- Én, a robot; ford. Vámosi Pál, bev. I. A. Jefremov; Kossuth, Bp., 1966 (Tk)
- Gyilkosság az űrvárosban. Fantasztikus regény; ford. Vámosi Pál; Kossuth, Bp., 1967 (Tk)
  - (Acélbarlangok címen is)
- A halhatatlanság halála. Tudományos-fantasztikus regény; ford. Apostol András, utószó Károlyházy Frigyes, életrajz Kuczka Péter; Kozmosz, Bp., 1969 (Kozmosz Fantasztikus Könyvek)
- Alapítvány. Tudományos fantasztikus regény; ford. Baranyi Gyula, életrajz Kuczka Péter, utószó Makkai László; Kozmosz Könyvek, Bp., 1971 (Kozmosz Kantasztikus Könyvek)
- Alapítvány és birodalom. Tudományos fantasztikus regény; ford. Baranyi Gyula, életrajz Kuczka Péter, utószó Makkai László; Kozmosz Könyvek, Bp., 1972 (Kozmosz Fantasztikus Könyvek)
- A biológia rövid története; ford. Tóth Miklós; utószó Csányi Vilmos; Gondolat, Bp., 1972
- Második Alapítvány. Tudományos fantasztikus regény; ford. Baranyi Gyula, életrajz Kuczka Péter, utószó Makkai László; Kozmosz Könyvek, Bp., 1973 (Kozmosz Fantasztikus Könyvek)
- A marsbeliek útja; ford. Vámosi Pál; in: A marslakók második inváziója. Fantasztikus elbeszélések; Isaac Asimow et al. művei, ford. Apostol András, R. Török Piroska, Vámosi Pál; Táncsics, Bp., 1974
- A Hold tragédiája; ford. Békés András; Kozmosz Könyvek, Bp., 1979
- Az Alapítvány pereme. Tudományos fantasztikus könyvek; ford. F. Nagy Piroska; Kozmosz Könyvek, Bp., 1986 (Kozmosz Fantasztikus Könyvek)
- A robbanó napok. A szupernóvák titkai; ford. Szegedi Péter; Kossuth, Bp., 1987 (Univerzum könyvtár)
- Alapítvány és Föld; ford. F. Nagy Piroska; Móra, Bp., 1989 (Galaktika fantasztikus könyvek) ISBN 963 11 6339 3
- A halál fuvallata; ford. Révai Gábor; Fabula, Bp., 1989
- Gyilkosság a könyvvásáron. Krimi négy napban és hatvan jelenetben; ford. Takács Ferenc; Fabula, Bp., 1989

### 1990–
- A mezítelen nap; ford. Baranyi Gyula; Móra, Bp., 1990 (A sci-fi mesterei)
- Én, a robot; ford. Baranyi Gyula, Vámosi Pál; Móra, Bp., 1991 (A sci-fi mesterei)
- Az Alapítvány előtt; ford. Baranyi Gyula; Móra, Bp., 1991 (Galaktika Fantasztikus Könyvek)
  - (Előjáték az Alapítványhoz. Isaac Asimov Alapítvány sorozatának 1. kötete címen is)
- Nemezis; ford. Baranyi Gyula; Cédrus, Bp., 1991
- Az űrvadász. Az űrvadász első története; ford. Benedek Mihály; Cédrus, Bp., 1992
- Az aszteroidák kalózai. Az űrvadász második története; ford. Kiss Marianne; Cédrus, Bp., 1992
- A Vénusz óceánjai. Az űrvadász harmadik története; ford. Benedek Mihály; Cédrus, Bp., 1992
- A Merkúr óriás napja. Az űrvadász negyedik története; ford. Kiss Marianne; Cédrus, Bp., 1992
- A Jupiter holdjai. Az űrvadász ötödik története; ford. Benedek Mihály; Cédrus, Bp., 1992
- A Szaturnusz gyűrűi. Az űrvadász hatodik története; ford. Kiss Marianne; Cédrus, Bp., 1992
  - Az űrvándor címen is
- A Hajnal bolygó robotjai; ford. Hajdu Gábor; Galaktika, Bp., 1992 (Alapítvány és Birodalom sorozat)
- Isaac Asimov–Karen A. Frenkelː Robotok. Az emberformájú gépek; Akadémiai, Bp., 1992
- Az istenek is...; ford. Jász István, Mesterházi Márton; Cédrus, Bp., 1992
- A csillagok, akár a por. Birodalom sorozatának 1. kötete; ford. F. Nagy Piroska; Galaktika, Bp., 1992 (Alapítvány és Birodalom sorozat)
- Az űr áramlatai; ford. F. Nagy Piroska; Galaktika, Bp., 1992 (Alapítvány és Birodalom sorozat)
- Fantasztikus utazás, 1-2.; Cédrus, Bp., 1992–1993  
  - 1. ford. Benedek Mihály; 1992
  - 2. Végcél az agy; ford. Füssi-Nagy Géza; 1993
- Útikalauz. Elmélkedések a Föld és az űr titkairól; ford. Novák Zsófia; Új Vénusz, Bp., 1992
- Kavics az égben; ford. Füssi-Nagy Géza; Galaktika, Bp., 1992 (Alapítvány és Birodalom sorozat)
- Isaac Asimov–Robert Silverbergː A pozitron-ember. Az emberré válás ára; ford. Baranyi Gyula; Cédrus, Bp., 1993 (A sci-fi klasszikusai)
- Robottörténetek, 1-2.; ford. Baranyi Gyula et al.; Galaktika, Bp., 1993 (Alapítvány és Birodalom sorozat)
- Robotok és Birodalom; ford. Füssi-Nagy Géza; Galaktika, Bp., 1993 (Alapítvány és Birodalom sorozat)
- Acélbarlangok; ford. Vámosi Pál; Móra, Bp., 1993 (Alapítvány és Birodalom sorozat)
  - (Gyilkosság az űrvárosban címen is)
- Isaac Asimov–Robert Silverbergː Leszáll az éj; ford. Béresi Csilla; Valhalla Páholy, Bp., 1993
- Előjáték az Alapítványhoz; ford. Németh Attila; Cédrus, Bp., 1993 (A sci-fi klasszikusai)
  - (Az Alapítvány előtt címen is)
- Kalibán. Isaac Asimov & Roger MacBride Allen új robotregénye; ford. Tóth Judit; Valhalla Páholy, Bp., 1993
- A Félvér; ford. Kiss Marianne, Németh Attila; Cédrus–Szeged, Bp.–Szukits, 1994 (A sci-fi klasszikusai)
- Isaac Asimov–Robert Silverbergː Az idő gyermeke; ford. Nemes Ernő; Cédrus–Szeged, Bp.–Szukits, 1995 (A sci-fi klasszikusai)
- Szuperneutron; ford. Kiss Marianne, Nemes Ernő; Szukits, Szeged, 1996 (A sci-fi klasszikusai)
- Ameddig a szem ellát; ford. Füssi-Nagy Géza; Szukits, Szeged, 1997
- Halálos ítélet; ford. Kiss Marianne, Nemes Ernő; Szukits, Szeged, 1998
- A Daloló Harang; ford. Fencsik Flóra; in: Harcjáték. Sci-fi antológia; Szukits, Szeged, 1999
- Asimov teljes Alapítvány–Birodalom–Robot univerzuma. Encyclopedia Galactica, 1-5.; ford. Baranyi Gyula et al., előszó Torkos Attila; Szukits, Szeged, 2002–2003
- Asimov teljes Alapítvány–Birodalom–Robot univerzuma. Encyclopedia Galactica addenda / A második Alapítvány trilógia; ford. Szántai Zsolt, előszó Torkos Attila; Szukits, Szeged, 2004
- Asimov teljes science fiction univerzuma. Encyclopedia Galactica alternativa, 6-10.; Szukits, Szeged, 2005–2012
- Előjáték az Alapítványhoz. Isaac Asimov Alapítvány sorozatának 2. kötete; ford. Németh Attila; Gabo, Bp., 2011
  - (Az Alapítvány előtt címen is)
- Azazel; Metropolis Media, Bp., 2014 (Galaktika Fantasztikus Könyvek)
- Fekete Özvegyek Klubja; Metropolis Media, Bp., 2015
- Alapítvány-trilógia / Alapítvány / Alapítvány és birodalom / Második Alapítvány; ford. Sámi László; Gabo, Bp., 2018
- Az űrvándor / Az aszteroidák kalózai. Űrvándor I-II.; ford. Sámi László; Gabo, Bp., 2019
  - Az űrvadász címen is
- Én, a robot; ford. Békési József, Vámosi Pál; Gabo, Bp., 2019
- A mezítelen nap. Isaac Asimov Robot-sorozatának 2. kötete; ford. Pétersz Tamás; Gabo, Bp., 2022
- Előjáték az Alapítványhoz. Isaac Asimov Alapítvány sorozatának 1. kötete; ford. Sámi László; Gabo, Bp., 2022
  - (Az Alapítvány előtt címen is)
- Az Alapítvány előtt. Isaac Asimov Alapítvány sorozatának 2. kötete; ford. Németh Attila; 2. jav. kiad.; Gabo, Bp., 2022
- A Vénusz óceánja; ford. Tamás Gábor / A Merkúr óriás napja. Űrvándor II.; ford. Sámi László; Gabo, Bp., 2023
- A Hajnal bolygó robotjai. Isaac Asimov Robot sorozatának 3. kötete; ford. Hajdu Gábor; 2. jav. kiad.; Gabo, Bp., 2023
- Robotok és birodalom. Isaac Asimov Robot sorozatának 4. kötete; ford. Pétersz Tamás; Gabo, Bp., 2023

### Egyéb, Asimov nyomán
- Robotváros, 1-2.; Valhalla Páholy; regénysorozat Isaac Asimov ötletei nyomán; Bp., 1993–1994 
  - 1. Odisszeia. Michael P. Kube-McDowell regénye, 1-2.; ford. Szántai Zsolt; 1993
  - 2. Gyanúsítás. Mike McQuay regénye; ford. Hoppán Eszter; 1994
- Isaac Asimov robotvárosa, 1-3.; regénysorozat Isaac Asimov ötletei nyomán; Magyar Könyvklub, Bp., 1996
  - 1. Mike McQuayː Gyanú / Michael P. Kube-McDowellː Odüsszeia; ford. Greguss Ferenc
  - 2. William F. Wuː Kiborg / Arthur Byron Coverː Tehetség; ford. Greguss Ferenc
  - 3. Rob Chilsonː Menedék / William F. Wuː Perihélium; ford. Greguss Ferenc
- Gregory Benfordː Az Alapítvány félelme; Isaac Asimov nyomán, ford. Szántai Zsolt; Szukits, Szeged, 1997
- Greg Bearː Alapítvány és káosz; Isaac Asimov nyomán, ford. Szántai Zsolt idézetford. Baranyi Gyula; Szukits, Szeged, 1998
- Albert Einstein–Sigmund Freudː Háború, de miért? Iszak Aszimov esszéjével; ford. Bodnár György, Tóth Gergely; Glória, Bp., 1998 (Hírességek levelei)
- David Brinː Az Alapítvány győzelme; Isaac Asimov nyomán, ford. Szántai Zsolt; Szukits, Szeged, 1999
- Roger MacBride Allenː Kalibán. A Kalibán-trilógia első kötete. Asimov nyomán; ford. Füssi-Nagy Géza; Szukits, Szeged, 2004
- Roger MacBride Allenː Infernó. A Kalibán-trilógia második kötete. Asimov nyomán; ford. Füssi-Nagy Géza; Szukits, Szeged, 2003
- Roger MacBride Allenː Utópia. A Kalibán-trilógia harmadik kötete. Asimov nyomán; ford. Szalai Judit; Szukits, Szeged, 2005
- Mark W. Tiedemannː Káprázat; Asimov nyomán; ford. F. Nagy Piroska; Szukits, Szeged, 2006
- Az Alapítvány barátai. Tisztelgés Isaac Asimov munkássága előtt. Martin H. Greenberg antológiája; ford. Bagi Gábor; Metropolis Media, Bp., 2015 (Galaktika Fantasztikus Könyvek)

## Bibliográfia
Isaac Asimov önéletrajzi művei:
- Asimov, Isaac – In Memory Yet Green (1979, ISBN 0-380-75432-0)
- In Joy Still Felt (1980, ISBN 0-380-53025-2)
- I. Asimov: A Memoir (1994, ISBN 0-385-41701-2 (hc), ISBN 0-553-56997-X (pb))
- Yours, Isaac Asimov (1996, szerkesztette: Stanley Asimov, ISBN 0-385-47624-8)
- It’s Been a Good Life (2002, szerkesztette: Janet Asimov, ISBN 1-57392-968-9)

Asimovról szóló művek:
- Goldman, Stephen H. – „Isaac Asimov”, a Dictionary of Literary Biography-ból, 8. kötet (Gale Research, 1981, 15-29. old.)
- Gunn, James – „On Variations on a Robot”, Asimov's Science Fiction magazin (1980 júliusa, 56-81. old.)
- Isaac Asimov: The Foundations of Science Fiction (1982, ISBN 0-19-503060-5)
- The Science of Science-Fiction Writing (2000, ISBN 1-57886-011-3)
- Michel White: Isaac Asimov. A Life of the Grand Master of Science Fiction (2005, ISBN 0-7867-1518-9)
- Janet Asimov: Notes for a Memoir. On Isaac Asimov, Life, And Writing (2006, ISBN 1-59102-405-6)

### Magyar nyelven
- Isaac Asimov a PORT.hu-n (magyarul)
- Asimov élete magyarul a Wayback Machine-ben (archiválva 2007. szeptember 30-i dátummal)
- Nagy Magyar Sci-fi Bibliográfia. scifi.hu. [2007. május 1-i dátummal az eredetiből archiválva]. (Hozzáférés: 2023. június 1.)()
- Asimov - Évforduló és Hajótörés a Vesta térségében.pdf Galaktika 1 - Évforduló, 1972[halott link] (10. oldal: Hajótörés a Vesta térségében.)

### Angol nyelven
- Hivatalos honlap, Complete list of works, FAQ
- Discussion group for Asimov at The Internet Book Database of Fiction
- The Future of humanity: What Asimov thinks is the way forward for us
- Religion in Asimov's Writings: An essay by Michael Brummond
- www.asimovians.com (Forum on Asimov, his works and everything else)
- 1987 Audio Interview with Isaac Asimov – RealAudio (24 min. 59 sec.)
- Isaac Asimov's online fiction at Free Speculative Fiction Online
- Guardian Books „Author Page”, with profile and links to further articles.
- Encyclopedia Galactica – an exhaustive reference to Asimov's fictional worlds.
- Detailed timeline for the Robots and Foundation Universe
- Jenkins' Spoiler-Laden Guide to Isaac Asimov
- Lists of Isaac Asimov’s short fiction (by category)
- Short story online „Life Without Fuel” (1977)
- „Profession” – A short story online (1957) An allegorical description of the manner in which education currently functions in our primitive Western societies
- 15-Book Reading Order as Suggested by Asimov Archiválva 2006. május 16-i dátummal a Wayback Machine-ben From „Author's Note” of „Prelude to Foundation” Doubleday 1988 hardcover edition
- Isaac Asimow Quotes